# Trecutul continuu în limba engleză
The Past Continous Tense (numit și Continuous Preterite) este un timp verbal în limba engleză. În limba română poartă numele de trecutul continuu.
Acest timp exprimă:
- o acțiune sau o stare în trecut
- o acțiune sau o stare desfășurată în mod continuu într-un interval bine definit din trecut
- Trecutul continuu înlocuiește în vorbirea indirectă prezentul continuu: he said were having visitors - a spus că au musafiri[1].

Acest timp se traduce prin timpul imperfect în limba română.

## Forma afirmativă
| I (he, she,it) | was                        | playing             |
| -------------- | -------------------------- | ------------------- |
| Subiect        | Auxiliarul to be la trecut | Participiul prezent |

Eu (el, ea) mă jucam.
| We (you, they) | were                       | playing             |
| -------------- | -------------------------- | ------------------- |
| Subiect        | Auxiliarul to be la trecut | Participiul prezent |

Noi ne jucam.

### Exemple de conjugări
I was playing.

You were playing.

He (she, it) was playing.

We were playing. 

You were playing. 

They were playing.

## Forma interogativă și negativă
Forma interogativă

Was I playing?

Were you playing? 

Was he (she, it) playing?

Were we playing?

Were you playing?

Were they playing?

Forma negativă 

I was not playing.

You were not playing.

He (she, it) was not playing.

We were not playing.

You were not playing.

They were not playing.

| Exemplu cu verbul to learn la Trecutul continuu (Past Continuous) | Exemplu cu verbul to learn la Trecutul continuu (Past Continuous) | Exemplu cu verbul to learn la Trecutul continuu (Past Continuous) | Exemplu cu verbul to learn la Trecutul continuu (Past Continuous) |
| Forma afirmativă                                                  | Forma negativă                                                    | Forma interogativă                                                | Forma interogativ-negativă                                        |
| ----------------------------------------------------------------- | ----------------------------------------------------------------- | ----------------------------------------------------------------- | ----------------------------------------------------------------- |
| I was learning                                                    | I was not learning                                                | Was I learning?                                                   | Was I not learning?                                               |
| You were learning                                                 | You were not (weren't) learning                                   | Were you learning?                                                | Were you not learning?                                            |
| He/she/it was learning                                            | He/She/It was not (wasn't) learning                               | Was he/she/it learning?                                           | Was he/she/it not learning?                                       |
| We were learning.                                                 | We were not (weren't) learning.                                   | Were we learning?                                                 | Were we not learning?                                             |
| You were learning.                                                | You were not (weren't) learning.                                  | Were you learning?                                                | Were you not learning?                                            |
| They were learning.                                               | They were not (weren't) learning.                                 | Were they learning?                                               | Were they not learning?                                           |